# حرب الحدود الإثيوبية الصومالية 1964
كانت حرب الحدود الإثيوبية الصومالية عام 1964 حربًا قصيرة بين جمهورية الصومال والإمبراطورية الإثيوبية حيث هاجم الصومال عدة بلدات على طول الحدود الإثيوبية ولكن تم التصدي له بسرعة.

## الخلفية

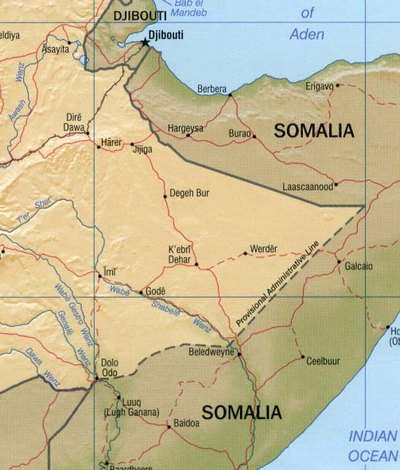
منطقة أوغادين في إثيوبيا، حيث وقع القتال

في 1 يوليو 1960، وبعد استقلال وتوحيد أرض الصومال البريطانية وإقليم الصومال الإيطالي، كان أحد الأهداف الرئيسية للجمهورية الصومالية هو توحيد مناطق الصومال الكبير، والتي شملت منطقة أوغادين في إثيوبيا. دعمت الحكومة الصومالية ثورة بايل بقيادة واكو جوتو التي بدأت في عام 1962. في 16 يونيو 1963، وبعد أن حاولت الحكومة الإثيوبية جمع الضرائب، بدأ المتمردون الصوماليون تمردًا طفيفًا في هودايو، مكان الري شمال فيردر. تم دعم المتمردين إلى حد كبير من قبل الحكومة الصومالية وعملوا في الأراضي المنخفضة من محافظات Hararghe وبايل. ارتفع عددهم في النهاية إلى حوالي 3000، لكنهم لم يشكلوا أبدًا تهديدًا خطيرًا للحكومة.

## مسار الحرب
في أوائل فبراير 1964، هاجم الجيش الصومالي وحدات الشرطة الإثيوبية في Inäguha (جنوب شرق، جيجيجا) وداباجوريالي (شمال شرق Aware)، وفيرفير، وYät، ودولو، مع مهاجمة معظم قواته Togochale (شمال شرق جيجيجا). وردًا على ذلك، أرسلت إثيوبيا شركة محمولة جوًا، وكتيبة مشاة، وبطارية مدفعية، وفصيلة ميكانيكية مزودة بدبابات M24 إلى توغوتشال، وبدعم من القوات الجوية، التي بدأت ضربات عقابية عبر الحدود الجنوبية الغربية ضد فيرفير (شمال شرق البلاد) من بلد وين) وجالكعيو، فقد تم صد الهجوم الصومالي بسرعة.

## العواقب
في 6 أبريل 1964، وافق كل من الصومال وإثيوبيا على وقف إطلاق النار. وفي نهاية الشهر، وقع الجانبان اتفاقًا بالخرطوم في السودان، يوافقان فيه على سحب قواتهما من الحدود، ووقف الدعاية العدائية، وبدء مفاوضات السلام. أدت حرب الحدود أيضًا إلى قيام منظمة الوحدة الأفريقية بتمرير إعلان القاهرة في يوليو 1964 الذي دعا جميع الدول الأعضاء إلى احترام الحدود القائمة. كانت خسارة الصومال في الغالب علامةً على انتهاء التمرد الصومالي في أوغادين لبعض الوقت، ولكن تم استئناف التمرد مرة أخرى قبل محاولة الصومال التالية لضم أوغادين عبر حرب أوغادين في عام 1977.

### فهرس
- Ayele، Fantahun (2014). The Ethiopian Army: From Victory to Collapse. Northwestern University Press.